# Javier Villar del Fraile
Javier Villar del Fraile (Murcia, Región de Murcia, 15 de marzo de 2003), más conocido como Javi Villar,  es un futbolista español que juega como centrocampista en el Albacete Balompié de la Segunda División, segunda categoría del fútbol de España.

## Trayectoria
Natural de Murcia, es hermano del también futbolista Gonzalo Villar, es un centrocampista formado en las categorías inferiores de la Asociación Deportiva Azarbe entre 2010 y 2014, también pasaría por el UCAM Murcia CF hasta 2018, fecha en la que ingresaría en las categorías inferiores del Real Murcia CF, donde permanecería una temporada.
En julio de 2019, ingresa en la cantera del FC Barcelona para incorporarse al juvenil "B". Debido a que el Barça no tenía fichas disponibles para inscribirle, abandona el club blaugrana sin llegar a debutar y dos meses después firma por el Elche CF para jugar en su equipo juvenil.
Tras dos temporadas en el conjunto ilicitano, el 7 de julio de 2021 ingresa en La Fábrica para incorporarse al juvenil "A" del Real Madrid Club de Fútbol.
El 21 de mayo de 2022, hizo su debut con el Real Madrid Castilla Club de Fútbol de la Primera Federación en un encuentro frente al Algeciras CF.
En la temporada 2022-23, formaría parte del Real Madrid Castilla Club de Fútbol en la Primera Federación.
El 26 de julio de 2023, firma por el Unionistas de Salamanca de la Primera Federación, cedido por el Real Madrid Castilla Club de Fútbol.
En julio de 2024, el Albacete Balompié hace oficial su fichaje en calidad de traspaso.

### Selección nacional
Villar es internacional con la selección de fútbol sub-19 de España.